# Marija Funes Pavlinić
Marija Funes Pavlinić (Beograd, 28. rujna 1937. – London, 15. travnja 2023.), bila je hrvatska komparatistica, talijanistica i novinska urednica.
Roditelji su joj potomci Talijana sa sjevera Italije, doseljenih u Slavoniju (Funesi su podrijetlom Židovi izbjegli iz Španjolske). Odrastala je u Novoj Gradiški. Ušla je u samostan Sestara Naše Gospe, uzela redovničko ime Teofila, diplomirala komparativnu književnost i talijanski jezik. U Kršćanskoj sadašnjosti bila je glavna urednica rednovničkoga biltena Effatha te je bila profesorica talijanskog u ženskoj srednjoj vjerskoj školi Marianum.
Početkom 1971., poglavari je premještaju u Njemačku, iz koje piše izvješća iz života hrvatskih gastarbeitera. Početkom ljeta napušta redovništvo, vraća se u Zagreb i zapošljava u Matici hrvatskoj, kao tajnica Hrvatskoga tjednika, koji je po potrebi i lektorirala i uređivala. Te 1971. upoznaje i Vladu Pavlinića. Nakon sloma Hrvatskoga proljeća, 1972. odlaze u Austriju, a pred Božić iste godine u London, u kojemu su im se rodili sinovi Daniel Andrew i Tomislav. Do kraja života djelovala je u hrvatskoj katoličkoj zajednici.
Svoj životni credo izrazila je u pismu učenicama od 29. svibnja 1971.: 

Sjećam se, bile ste jasne kao cjvetovi 
 Prepune očekivanja 
 I ja vam pružih nekoliko riječi 
 nesigurnosti. 
 Vjerujte da sve je ljubav, a ne izdaja.
Suprug Vladimir preminuo je 2022., a Marija iduće 2023. godine. Ispraćena je u kapelici londonskoga krematorija Putney Vale.